# Дороничи (Киров)
 Дороничи — посёлок Ленинского района города Киров Кировской области России.
Входит в состав муниципального образования «Город Киров».

## География
Расположен в центральной части региона, в подзоне южной тайги, при автодороге 33Н-120, на расстоянии приблизительно 8 километров (по прямой) на запад-юго-запад от железнодорожного вокзала станции Киров.

### Климат
Климат характеризуется как умеренно-континентальный с ярко выраженными временами года. Среднегодовая температура — 1,6 °C. Средняя температура воздуха самого холодного месяца (января) составляет −14,4 °C (абсолютный минимум — −50 °С); самого тёплого месяца (июля) — 17,9 °C. Безморозный период длится в течение 99—123 дней. Годовое количество атмосферных осадков — 582 мм, из которых около 415 мм выпадает в период с апреля по октябрь.

## Топоним
Известен с 1770 года как деревня Пиковская, в 1873 починок Пиковский или Дороничь, в 1926 деревня Дороничи или Пиковская.

## История
Известен с 1770 года.
В 1994 году Головенкины, Кочуровы и Мокрая Слободка объединены в один сельский населённый пункт посёлок Дороничи со снятием с учёта деревень Головенкины, Кочуровы и Мокрая Слободка.

## Население
| 2002 | 2010  | 2021  |
| ---- | ----- | ----- |
| 2048 | ↗2417 | ↗3042 |

### Историческая численность населения
В 1770 году 8 жителей, в 1802 — 1 двор, в 1873 году 1 двор и 7 жителей, в 1905 1 и 4, в 1926 — 5 и 10, в 1950 — 30 и 94, в 1989—1900 жителей

### Национальный и гендерный состав
Постоянное население составляло 2048 человек (русские 96 %) в 2002 году, 2417 в 2010.

## Инфраструктура
До революции однодворная деревня. После революции увеличилось количество личного подсобного хозяйства. Затем деревня была передана заводу Сельмаш как подсобное хозяйство, с 1954 кормосовхоз, с 1979 началось строительство свинокомплекса. Ныне в посёлке размещена агрофирма «Дороничи» — ведущее хозяйство в области по свиноводству.
Имеются средняя школа, дворец культуры и спорта, библиотека, конно-спортивная школа, торговый центр.

## Транспорт
Доступен автомобильным и железнодорожным транспортом. Остановки общественного транспорта. В пешей доступности платформа Чухломинский.